# Krasin (quebra-gelo de 1916)

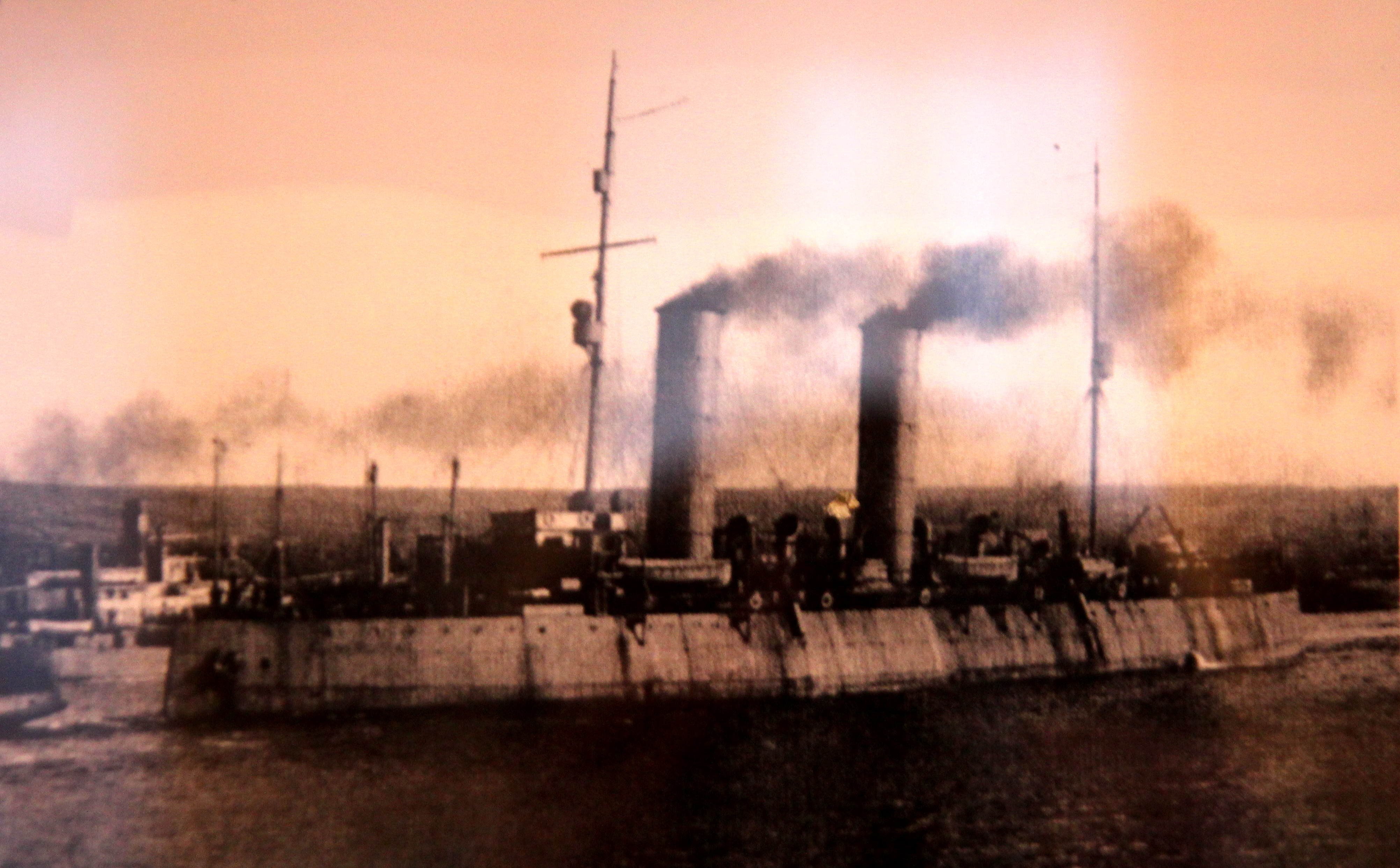
Svyatogor em 1917.

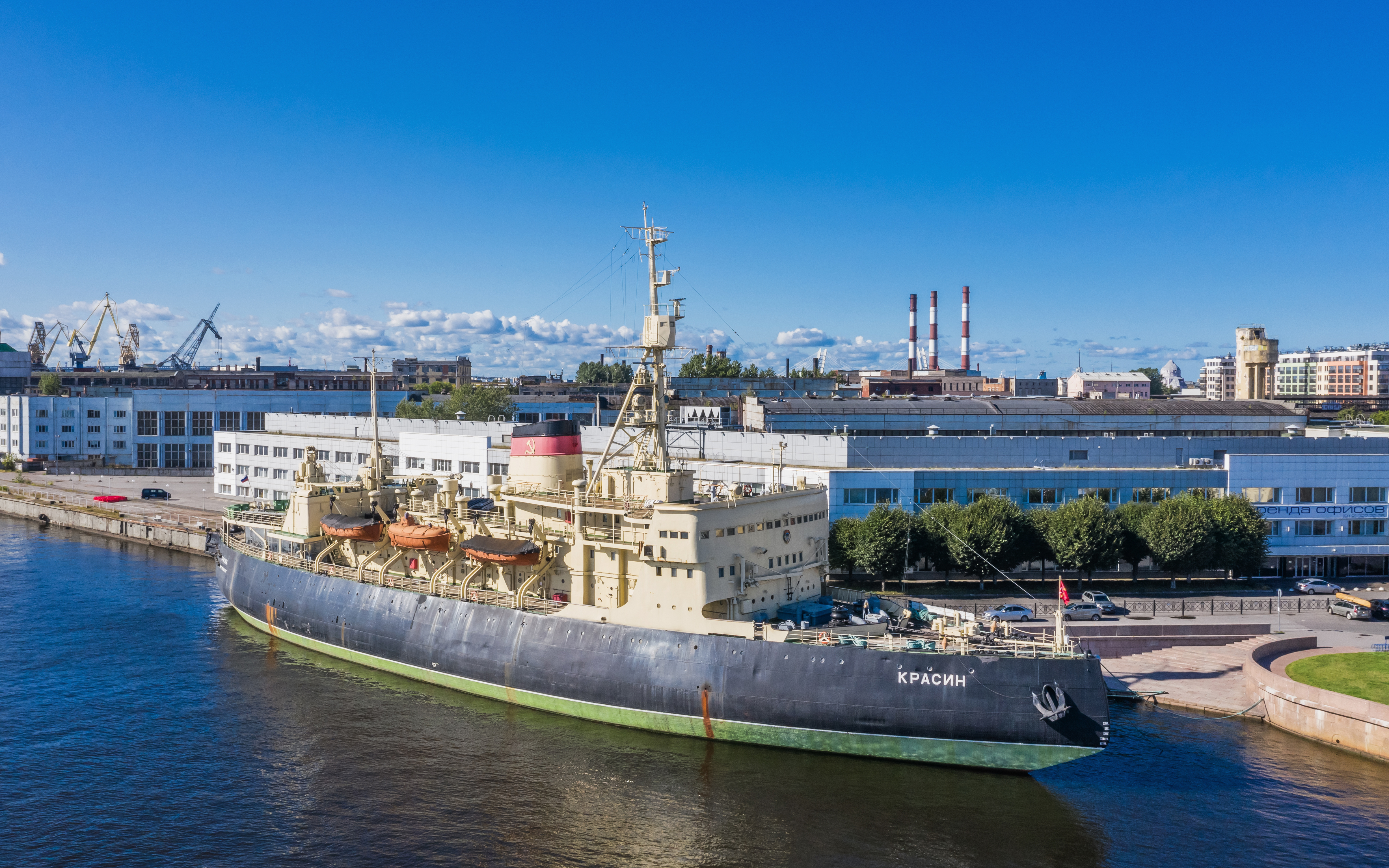
navio-museu.

Krasin (Красин) é um navio quebra-gelo construído para a Marinha Imperial Russa como Svyatogor. 

## Carreira
Com uma longa e distinta carreira, participou em operações de salvamento, bem como em pesquisas e exploração do Mar do Norte. Ela foi totalmente recuperado e esta em condição de funcionamento. Transformado em navio-museu esta ancorado no porto de São Petersburgo.

## Características
F0i lançado ao mar em 3 de agosto de 1916, tem 99,80 m de comprimento, 21,64 m de boca e 7,88 m de calado.